# سینتیا هریس
سینتیا هریس (انگلیسی: Cynthia Harris؛ (زادهٔ ۹ اوت ۱۹۳۴ – درگذشتهٔ ۳ اکتبر ۲۰۲۱) بازیگر تلویزیون، بازیگر سینما و بازیگر تئاتر اهل ایالات متحده آمریکا بود. وی از سال ۱۹۶۳ میلادی تاکنون مشغول فعالیت بود.
از فیلم‌ها یا برنامه‌های تلویزیونی که وی در آن نقش داشته‌است، می‌توان به جنتلمن برجسته، آب‌سنگ و ادوارد و خانم سیمپسون اشاره کرد.